# Ibaizabal
El riu Ibaizabal és un riu de Biscaia, al País Basc.
Etimològicament ve de ibai = "riu" i zabal = "ample" en euskera, és a dir, «riu ample».
Neix als límits de Biscaia amb Àlaba i Guipúscoa, a prop d'Elorrio, a partir de diferents rierols de les muntanyes Amboto i Udalaitz, a la Cornisa Cantàbrica. Se l'acostuma a denominar Ibaizabal a partir de la unió del Zumelegui i l'Arrazola, que s'uneixen a la vall d'Axpe Achondo. Corre en direcció nord-oest per l'anomenada Vall de l'Ibaizabal i travessa el Duranguesat. A Basauri conflueix amb el Nerbioi, un riu de longitud i cabal similar, i junts corren en direcció nord-oest. A l'alçada de Bilbao formen la ria de Bilbao (també anomenada ria del Nervión o de l'Ibaizabal), que desemboca al mar Cantàbric.
En tot el seu recorregut, excepte en la seva part alta, les seves ribes estan densament urbanitzades i industrialitzades, principalment amb indústries metal·lúrgiques i químiques (papereres) que deterioren la qualitat de les aigües i alteren els ecosistemes propis de les seves ribes en trobar-se canalitzat en molts trams del seu curs. Les reformes del clavegueram han millorat molt la qualitat de les seves aigües.
- Conca:
  - 620 km² de conca de l'Ibaizabal fins a la confluència amb el Nervión.
  - 1.900 km² de conca conjunta del Nervión, de l'Ibaizabal i de la seva unió.

## Afluents
El riu Ibaizabal és considerat sovint el principal afluent del Nerbioi (per la dreta). Altres autors consideren que l'Ibaizabal és el riu principal, i que rep al seu principal afluent, el Nerbioi, per l'esquerra.
Els afluents de l'Ibaizabal (abans de rebre les aportacions del Nerbioi) són:
- Zumelegi (considerat a vegades com el riu principal).
- Arrazola.
- rierol Mendiola a Abadiano.
- riu Zaldúa.
- riu Mañaria.
- rierol d'Oiz a Iurreta.
- rierol d'Orozketa.
- rierol de Bernagoitia.
- rierol d'Orobio.
- rierol d'Euba.
- rierol de Larrabide.
- rierol d'Artzagana.
- rierol de Larrea.
- Riu Arratia, després de rebre els subafluents:
  - rierol d'Alzusta.
  - rierol d'Ibarguen.
  - rierol d'Uribe.
  - rierol d'Arteaga.
  - rierol de Dima.
  - rierol d'Iurrebaso.
- rierol de Bedia.
- riu Larrabetzu.

Els afluents de la Ria de Bilbao també adopten la forma de petites ries en desembocar. Són:
- rierol de Buya.
- riu Cadagua, que rep els subafluents:
  - pantà i riu Ordunte.
  - riu Herrerías.
  - riu Llanteno-Ibalzibar.
  - riu Arceniega.
  - riu Artxola.
  - rierol Otxaran.
  - rierol Ganekogorta.
  - rierol Nocedal.
  - rierol Azordoyaga.
- riu Asúa, que rep els subafluents:
  - rierol de Derio.
  - rierol de Loiu.
- riu Galindo, que rep els subafluents:
  - riu Castaños.
  - rierol Ballonti.
- riu Gobela, que rep els subafluents:
  - Eguzkiza.
  - Udondo.